# Amezapina
La Amezapina es un antidepresivo tricíclico (TCA) que nunca se comercializó.